# Roger Brethes
Pas d'image ? Cliquez ici

a Compétitions nationales et continentales officielles uniquement.

b Matchs officiels uniquement.
Roger Brethes, né le 31 janvier 1936 à Saint-Sever et mort le 4 août 2018 dans la même ville, est un joueur français de rugby à XV, qui a joué avec l'équipe de France
et au SA Saint-Sever au poste d’arrière (1,78 m pour 79 kg).
Venant du football, c’est le premier buteur à botter de l’intérieur du pied (innovation souvent attribuée à tort à Pierre Villepreux), technique qui se généralisera quelques décennies plus tard.

## Carrière de joueur

### En club
Roger Brethes pratique d'abord le football aux Cadets de Gascogne puis lorsque celui-ci est dissout, il se dirige vers la pratique du rugby à XV avec le SA Saint-Sever contre l'avis de ses parents. Il demeurera dans le club landais jusqu'en 1968. Il apporte notamment au club le titre de vainqueur du Challenge de l'Espérance en 1958.

### En équipe nationale
Il a disputé un test match le 6 août 1960 contre l'équipe d'Argentine. Il reste à ce jour le seul joueur à avoir été sélectionné tandis qu'il évoluait sous les couleurs du club de Saint-Sever.

## Palmarès
- Sélection en équipe nationale : 1 en 1960